# Carex courtallensis
Carex courtallensis är en halvgräsart som beskrevs av Christian Gottfried Daniel Nees von Esenbeck och Francis M.B. Boott. Carex courtallensis ingår i släktet starrar, och familjen halvgräs. Inga underarter finns listade i Catalogue of Life.